# Stromanthe
Genre
Classification phylogénétique
Stromanthe est un genre des plantes monocotylédones de la famille des Marantaceae originaire d'Amérique du Sud.

## Liste d'espèces
Selon The Plant List (16/11/2021) :

### Espèces valides
- Stromanthe angustifolia Rusby
- Stromanthe bahiensis Yosh.-Arns, Mayo & J.M.A.Braga
- Stromanthe boliviana K.Schum.
- Stromanthe confusa K.Schum.
- Stromanthe glabra Yosh.-Arns
- Stromanthe guapilesensis (Donn.Sm.) H.A.Kenn. & Nicolson
- Stromanthe hjalmarssonii (Körn.) Petersen ex K.Schum.
- Stromanthe jacquinii (Roem. & Schult.) H.A.Kenn. & Nicolson
- Stromanthe macrochlamys (Woodson & Standl.) H.A.Kenn. & Nicolson
- Stromanthe palustris H.Kenn.
- Stromanthe papillosa Petersen
- Stromanthe pluriflora Petersen ex Warm.
- Stromanthe popolucana Cast.-Campos, Vovides & Vázq.Torres
- Stromanthe porteana Gris
- Stromanthe ramosissima L.Andersson
- Stromanthe schottiana (Körn.) Eichler
- Stromanthe sellowiana K.Schum.
- Stromanthe stromanthoides (J.F.Macbr.) L.Andersson
- Stromanthe thalia (Vell.) J.M.A.Braga
- Stromanthe tonckat (Aubl.) Eichler

### Noms non résolus
- Stromanthe eximia Eichler
- Stromanthe humilis Loes.

### Liste d'espèces
- Stromanthe amabilis
- Stromanthe lubbersiana
- Stromanthe lutea
- Stromanthe sanguinea